# Origens neurobiológicas da linguagem
A linguagem tem uma longa história evolutiva e está intimamente relacionada ao cérebro, mas o que torna o cérebro humano exclusivamente adaptado à linguagem não está totalmente claro. As regiões do cérebro que estão envolvidas na linguagem em humanos têm análogos semelhantes em símios e macacos, mas eles não usam linguagem. Também pode haver um componente genético: mutações no gene FOXP2 impedem os humanos de construir sentenças completas.

## Adaptações neurobiológicas para a linguagem

### Áreas de Broca e Wernicke
Essas regiões são onde a linguagem está "localizada" no cérebro – tudo, desde a fala até a leitura e a escrita. A própria linguagem é baseada em símbolos usados para representar conceitos no mundo, e esse sistema parece estar alojado nessas áreas. As regiões de linguagem no cérebro humano se assemelham muito a regiões semelhantes em outros primatas, embora os humanos sejam as únicas espécies que usam a linguagem como a concebemos.
As estruturas cerebrais dos chimpanzés são muito semelhantes às dos humanos. Ambos contêm homólogos de Broca e Wernicke que estão envolvidos na comunicação. A área de Broca é amplamente utilizada para planejar e produzir vocalizações tanto em chimpanzés quanto em humanos. A área de Wernicke parece ser onde as representações e símbolos linguísticos são mapeados para conceitos específicos. Essa funcionalidade está presente tanto em chimpanzés quanto em humanos; a área de Wernicke em chimpanzés é muito mais semelhante à sua contraparte humana do que a área de Broca, sugerindo que a área de Wernicke é mais antiga evolutivamente do que a de Broca.

### Neurônios motores

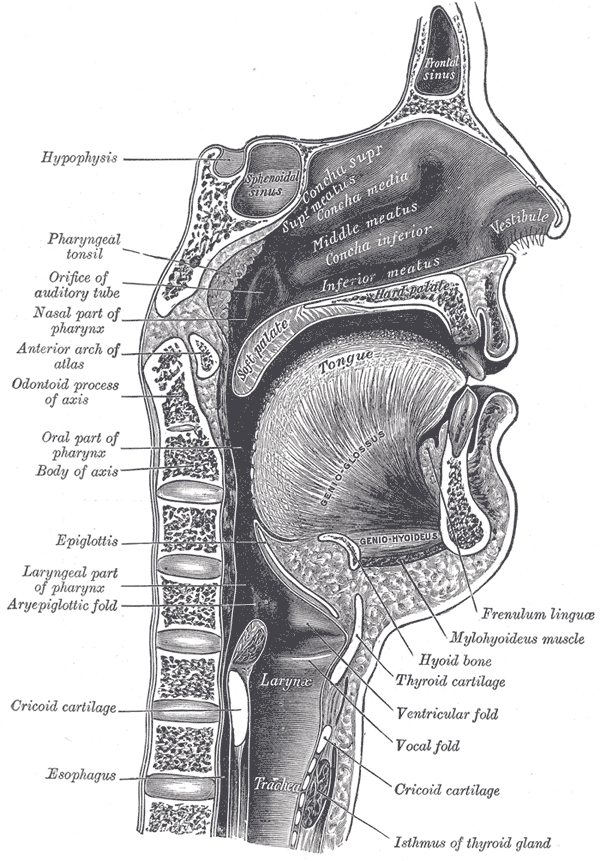
Corte sagital do trato vocal humano

Para falar, o sistema respiratório deve ser voluntariamente reaproveitado para produzir sons vocais, o que permite que os mecanismos respiratórios sejam temporariamente desativados em favor da produção de música ou fala. O trato vocal humano evoluiu para ser mais adequado para falar, com uma laringe inferior, giro de 90° na traqueia e língua grande e redonda. Neurônios motores em pássaros e humanos ignoram os sistemas inconscientes no tronco cerebral para dar o controle direto da laringe ao cérebro.

## Teorias da origem da linguagem

### Origem gestual
A forma de linguagem mais antiga era estritamente vocal; a leitura e a escrita vieram depois. Novas pesquisas sugerem que a combinação de gestos e vocalizações pode ter levado ao desenvolvimento de uma linguagem mais complexa em proto-humanos. Os chimpanzés que produzem sons que chamam a atenção mostram ativação em áreas do cérebro que são altamente semelhantes à área de Broca em humanos. Mesmo os movimentos da mão e da boca sem vocalizações causam padrões de ativação muito semelhantes na área de Broca tanto em humanos quanto em macacos. Quando os macacos veem outros macacos gesticulando, os neurônios-espelho ativam o homólogo à área de Broca. Grupos de neurônios-espelho são especializados para responder apenas a um tipo de ação visualizada, e atualmente acredita-se que estes possam ser uma origem evolutiva para os neurônios que são adaptados para o processamento e produção da fala.

### Gramática universal
A hipótese do bioprograma da linguagem propõe que os seres humanos têm uma estrutura gramatical cognitiva inata que lhes permite desenvolver e compreender a linguagem. De acordo com essa teoria, esse sistema está embutido na genética humana e sustenta a gramática básica de todas as línguas. Algumas evidências sugerem que pelo menos algumas de nossas capacidades linguísticas podem ser controladas geneticamente. Mutações no gene FOXP2 impedem que as pessoas combinem palavras e sintagmas em sentenças. No entanto, esses genes estão presentes no coração, pulmões e cérebro, e seu papel não é totalmente claro.
É possível que a capacidade humana para a gramática tenha evoluído de comportamentos não semânticos como o canto. Os pássaros têm a capacidade de produzir, processar e aprender vocalizações complexas, mas as unidades de um canto de pássaro, quando removidas do significado maior e do contexto do canto dos pássaros como um todo, não têm significado inerente. Os primeiros hominídeos podem ter desenvolvido capacidades para fins semelhantes e não semânticos, que foram posteriormente modificados para a linguagem simbólica.